# رصدخانه لاسیا

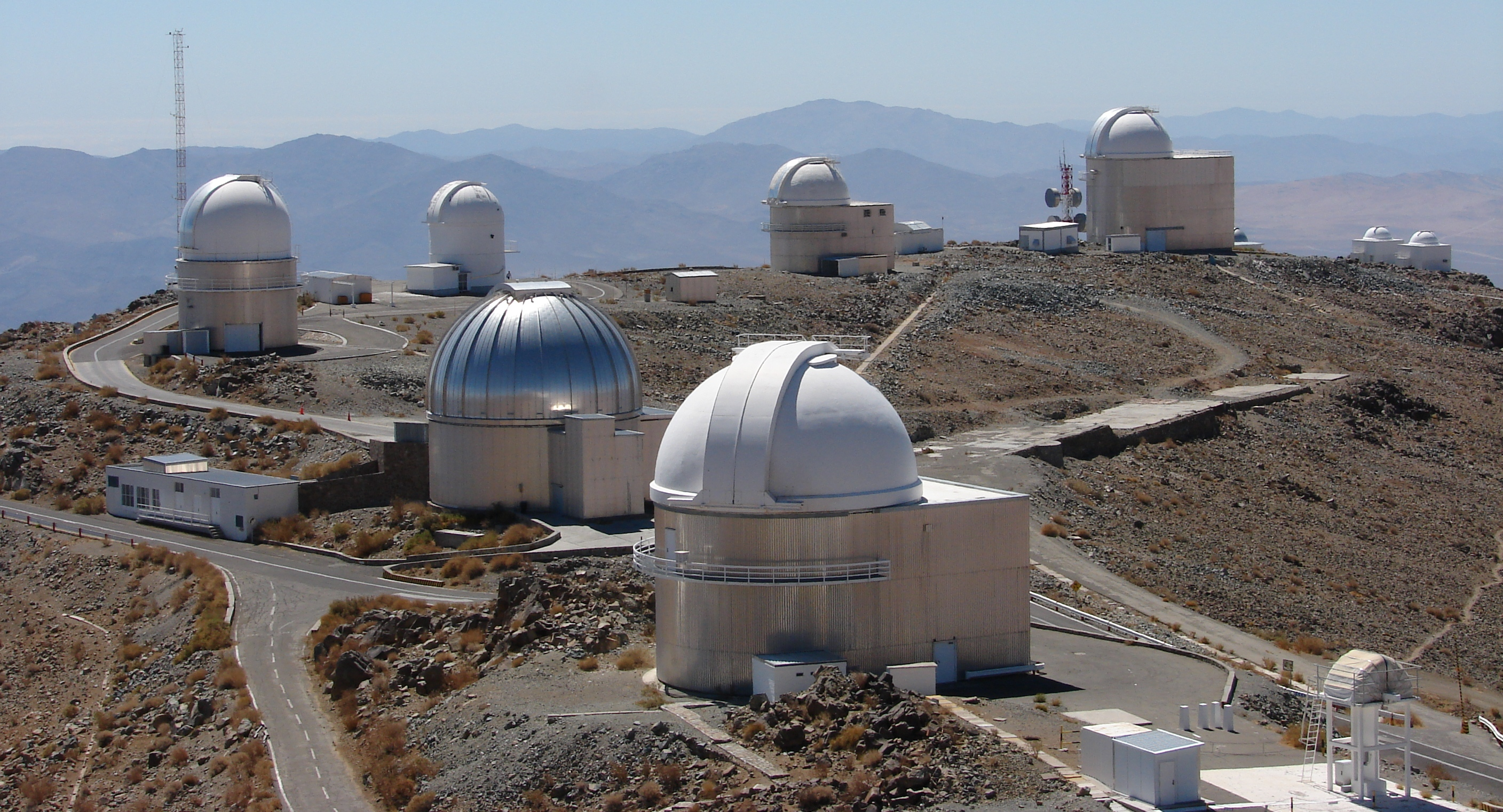
تلسکوپ‌های رصدخانه لاسیا

رصدخانه لاسیا (به اسپانیایی: Observatorio de La Silla) یک مرکز نجوم در کشور شیلی در آمریکای جنوبی است. سایت رصدی لاسیلا محل ساخت اولین رصدخانه توسط سازمان رصدخانه جنوبی اروپا (ESO) بود.  چندین تلسکوپ اپتیکی با آینه‌هایی به قطر مختلف در این محل نصب و راه اندازی شده اند که بزرگترین آنها یک تلسکوپ ۳٫۶ متری است.
تکنولوژی جدید تلسکوپ ۳٫۵ متری(NTT) برای اولین بار از آینه هایی که به وسیله یک کامپیوتر کنترل می‌شد (اپتیک فعال) استفاده کرد. این تکنولوژی امروزه توسعه داده شده است و از سوی ESO  در رصدخانه های بزرگتری مانند VLT  به کار برده می‌شود.
امروزه معروف ترین تلسکوپ سایت رصدی لاسیلا یک تلسکوپ ۳٫۶ متری است که بعد از سال ۱۹۷۷ به کار گرفته شد.
این تلسکوپ میزبان HARPS است. HARPS به اختصار (High Accuracy Radial Velocity Planet Searcher) یعنی جستجو گر دقت بالای سرعت شعاعی سیارات، یک طیف نگار با دقت بالا است که به جستجوی سیارات فراخورشیدی اختصاص داده شده است. تعداد زیادی سیاره ی فراخورشیدی توسط این طیف نگار تایید و جرم آنها از روش سرعت شعاعی اندازه گیری شده است.
تلسکوپ ۲٫۲ متری MPG/ESO که در سال ۱۹۸۴ افتتاح شد، با کمک موسسه ی ماکس پلانک به ESO ساخته شده است. دوربین تصویر گر میدان عریض (WFI) که میدانی با منظر بزرگ‌تر از یک ماه کامل دارد، قادر است تصاویر مستقیم و طیفی از ناحیه‌های بزرگی از آسمان بگیرد.
لاسیلا همچنین  میزبان تلسکوپ‌های ملی، همچنین تلسکوپ ۱٫۲ متری سوئیس و تلسکوپ ۱٫۵ متری دانمارکی نیز هست. ۱۸ تلسکوپ در این مرکز قرار دارند که اکثر آنها متعلق به سازمان رصدخانه جنوبی اروپا هستند. تعدادی از تلسکوپ های قدیمی این مرکز از جمله تلسکوپ رادیویی آن امروزه مورد استفاده قرار نمی گیرد.

## نگارخانه

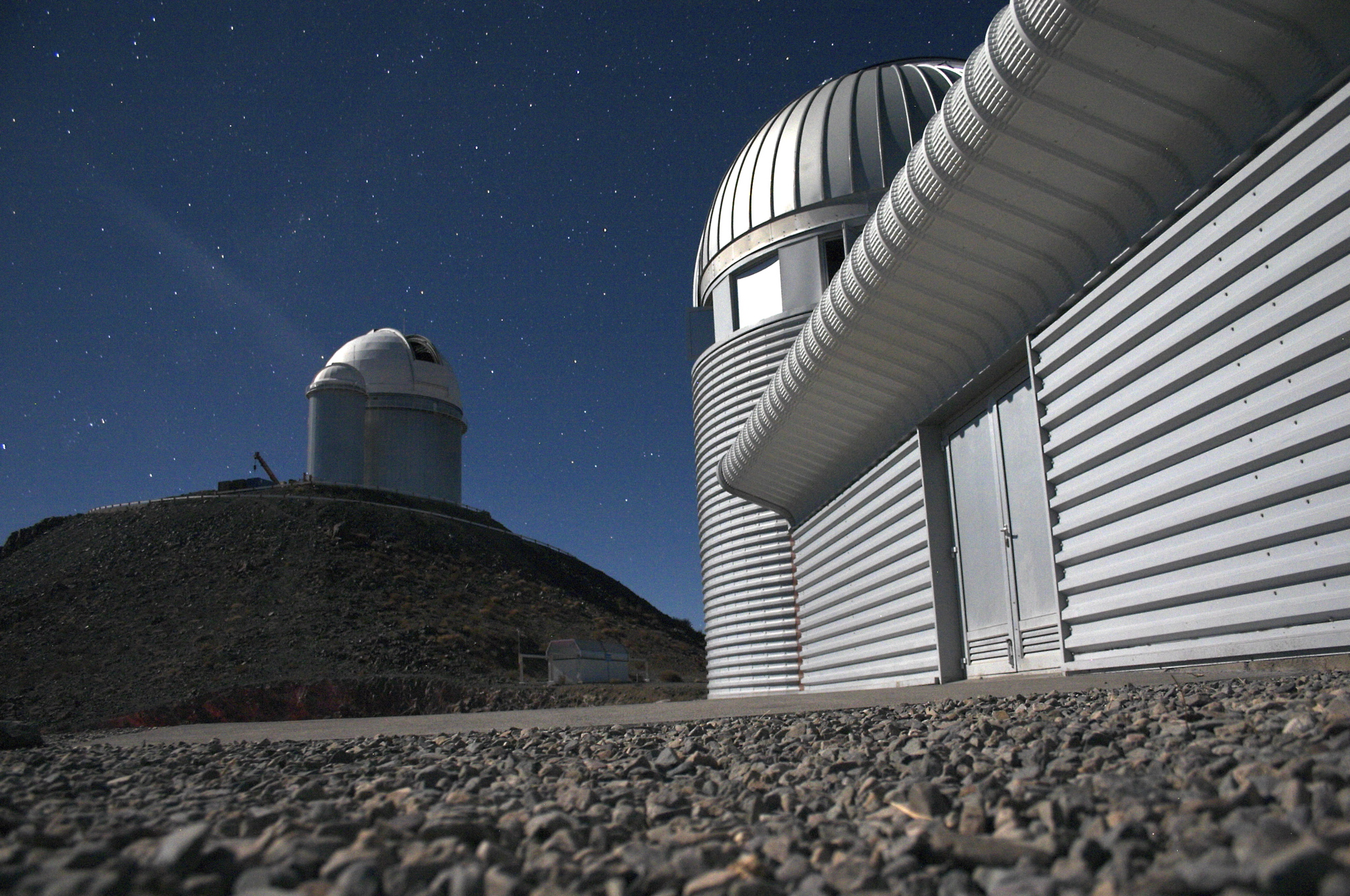
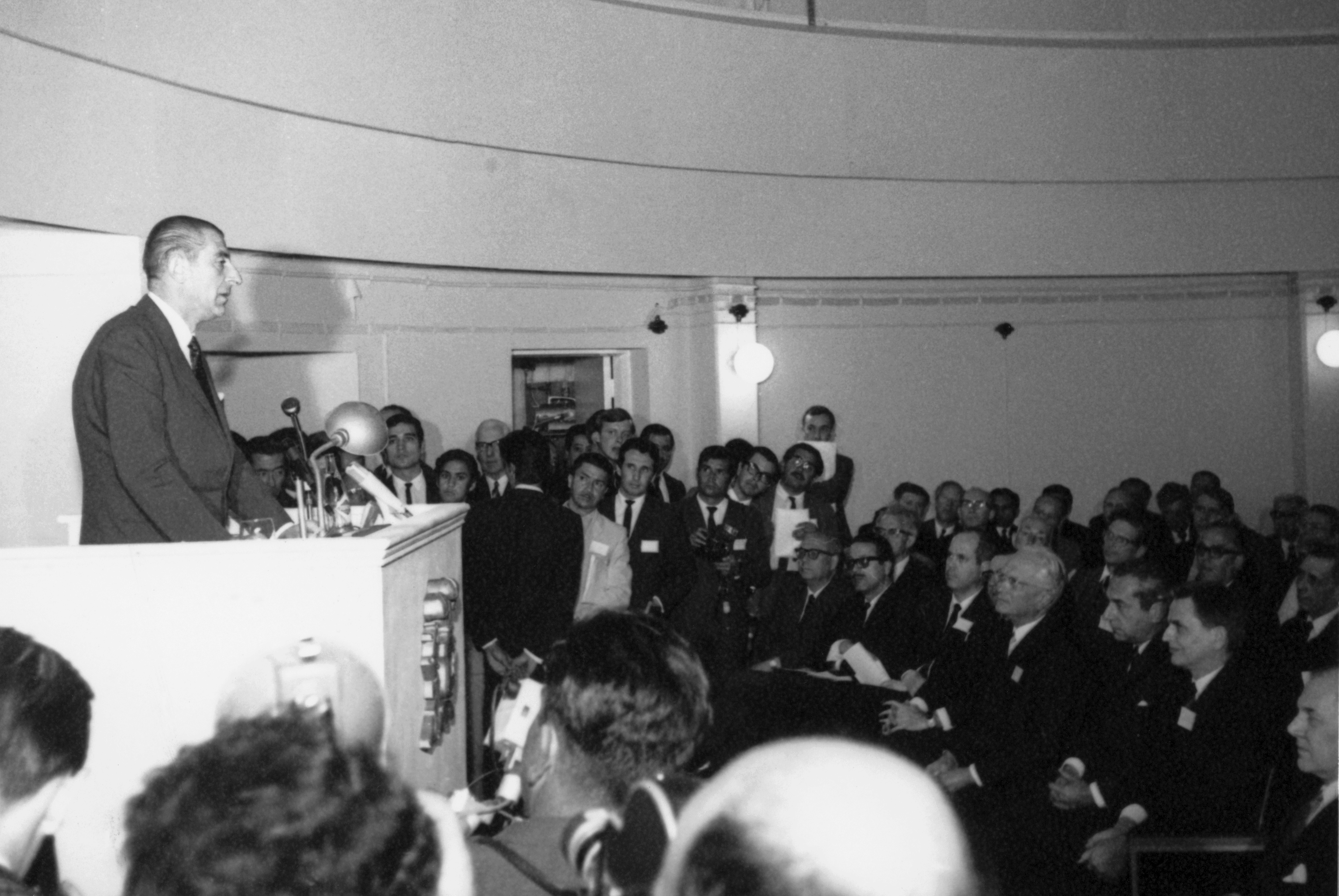
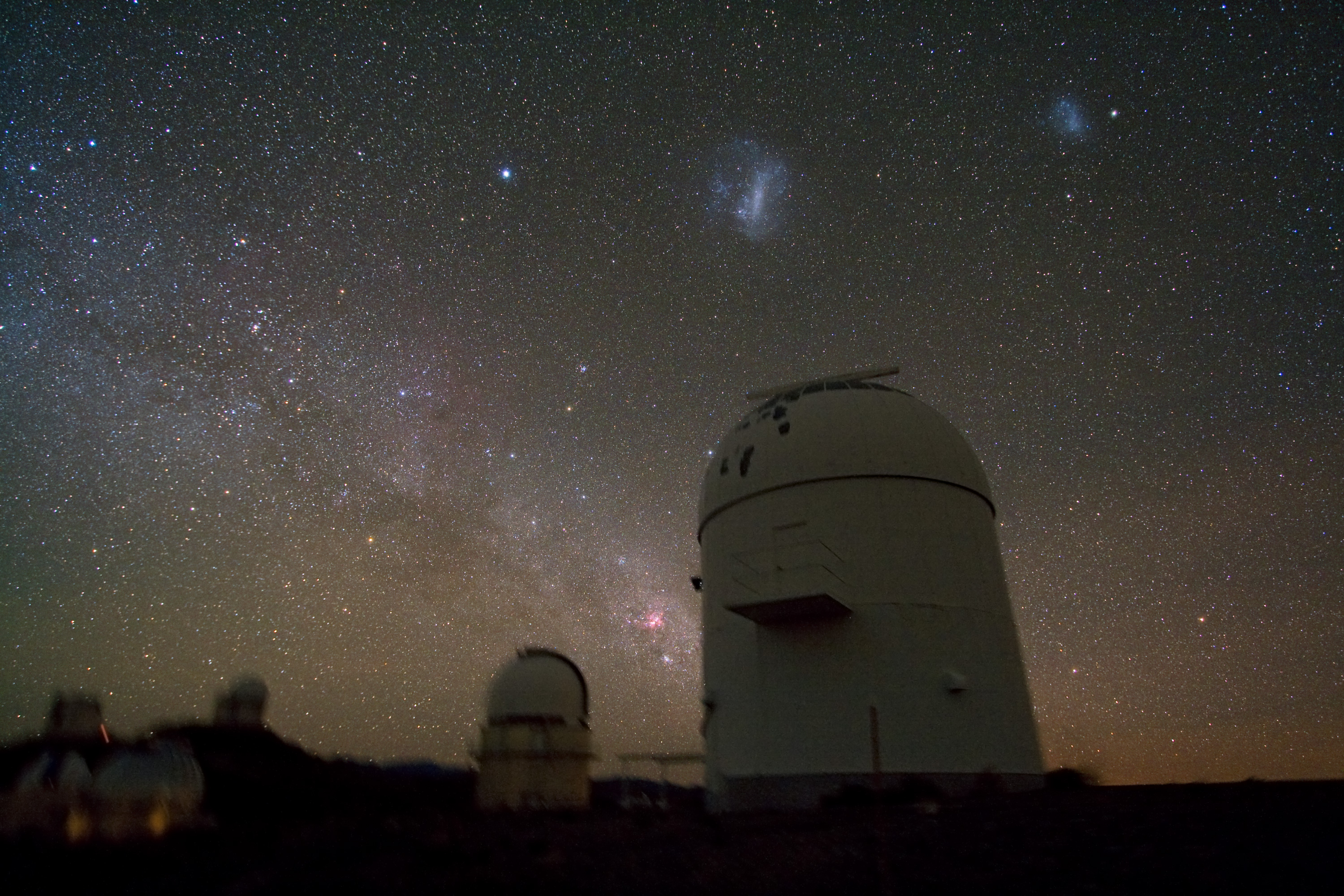
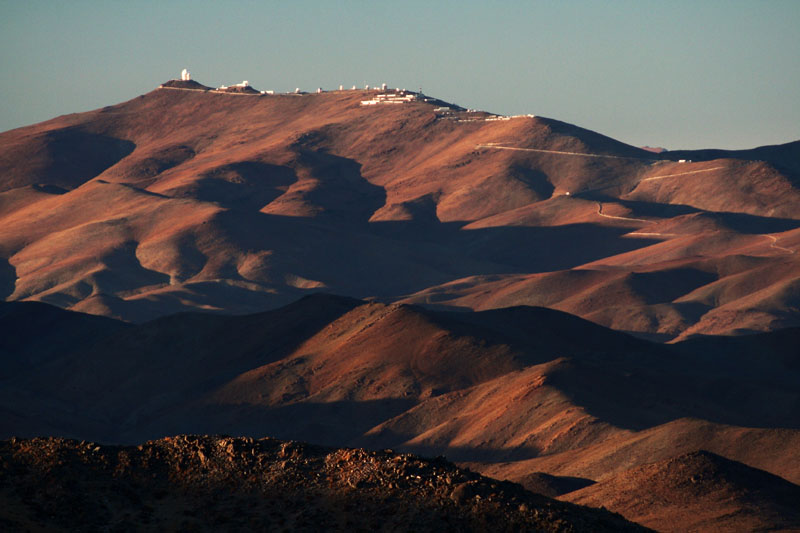
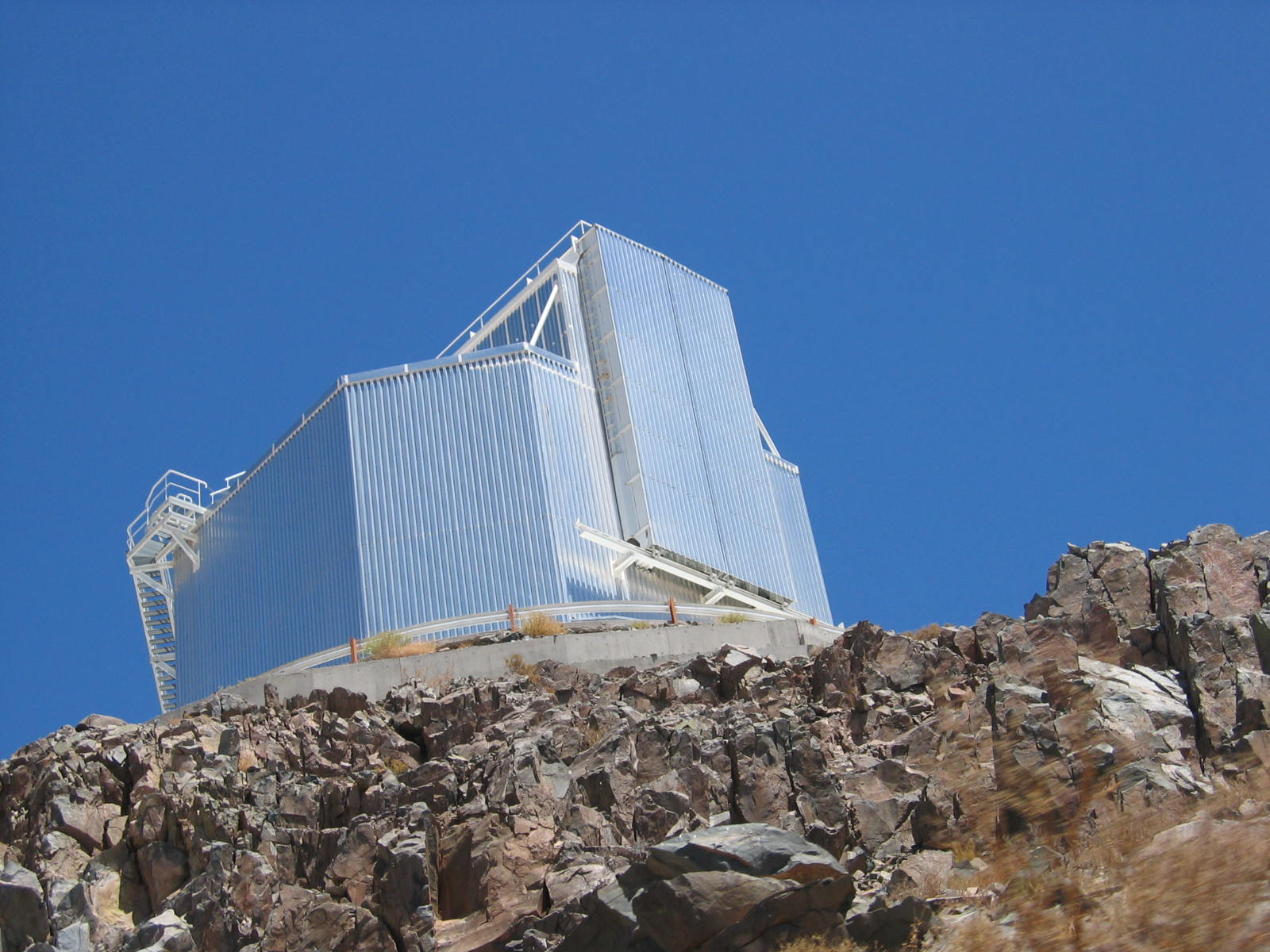
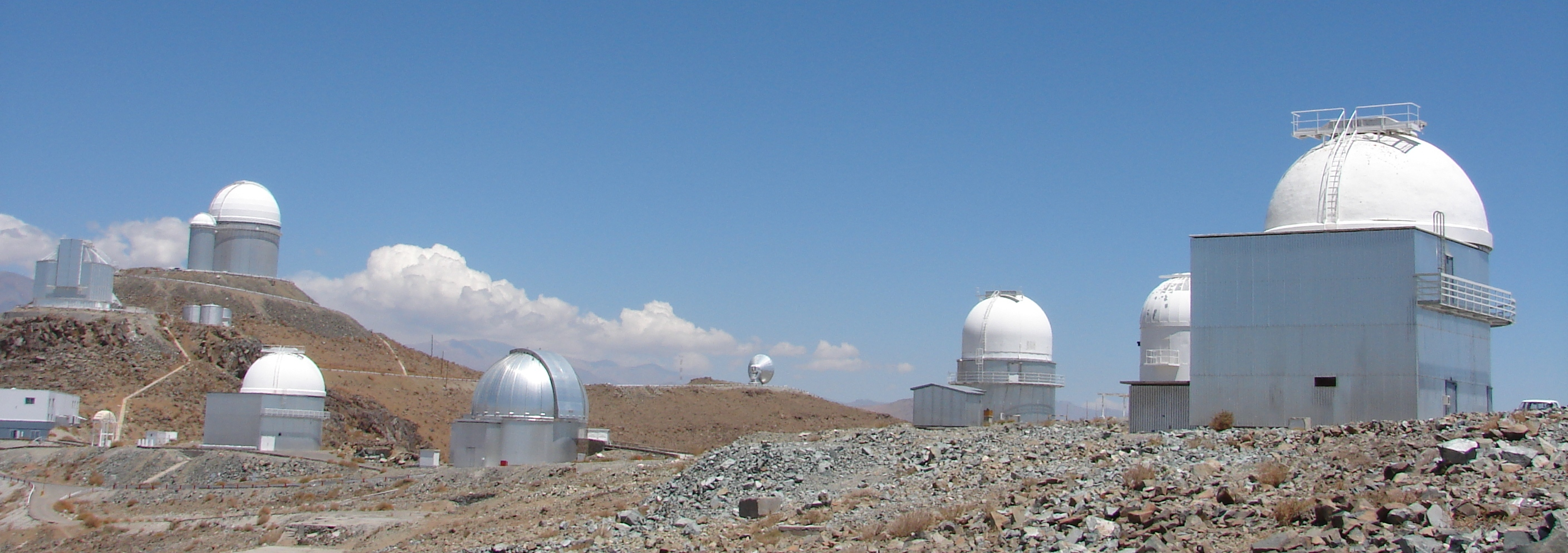
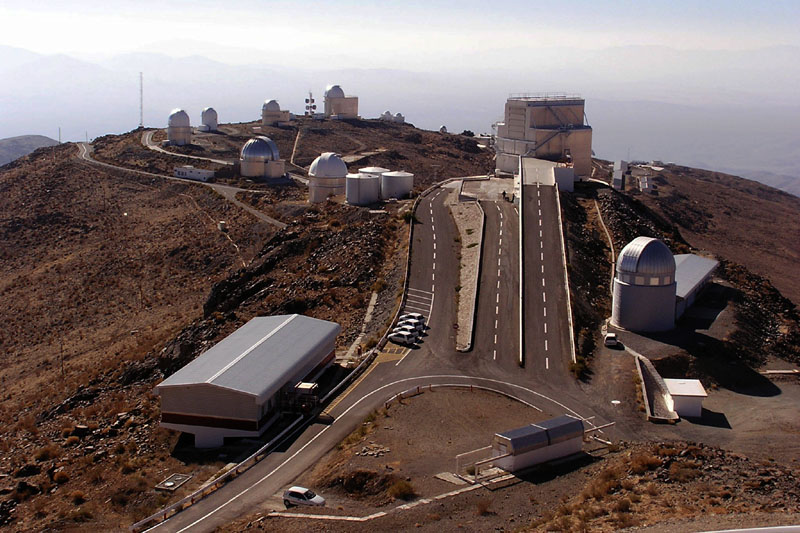
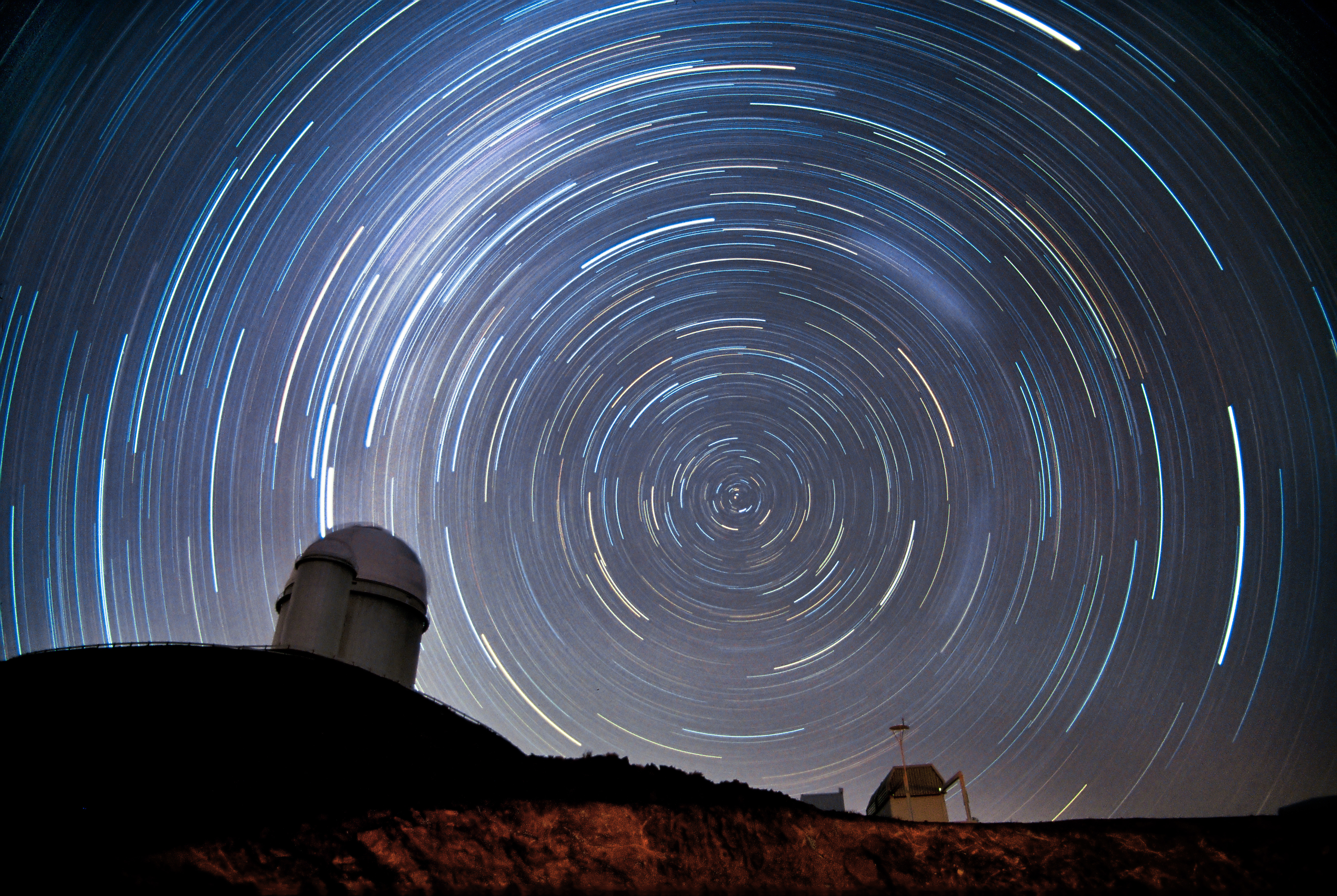